# Rise Above (álbum de Dirty Projectors)
Rise Above es el quinto álbum de estudio de la banda estadounidense de rock experimental Dirty Projectors, publicado el 11 de septiembre. El álbum fue la reinterpretación del líder de la banda David Longstreth del álbum de Black Flag Damaged sin haberlo escuchado en 15 años. El álbum presenta a Longstreth en guitarra y voz, Amber Coffman en voz y guitarra, Brian McOmber en batería, Nat Baldwin en bajo y Susanna Waiche en voz. Angel Deradoorian se uniría a la banda poco antes de la gira Rise Above en el bajo y la voz. Este álbum es el primero que presenta a Dirty Projectors como una banda completamente realizada en lugar de un proyecto individual de Longstreth.

## Lista de canciones
1. "What I See" - 3:27
2. "No More" - 3:48
3. "Depression" - 2:48
4. "Six Pack" - 3:05
5. "Thirsty and Miserable" - 5:55
6. "Police Story" - 4:23
7. "Gimmie Gimmie Gimmie" - 4:50
8. "Spray Paint (The Walls)" - 3:38
9. "Room 13" - 4:47
10. "Rise Above" - 5:03
11. Untitled (bonus track) - 1:14